# Pessoba
Pessoba é uma cidade e comuna rural da circunscrição de Cutiala, na região de Sicasso ao sul do Mali. Segundo censo de 1998, havia 29 254 residentes, enquanto segundo o de 2009, havia 36.297. A comuna inclui uma cidade e 18 vilas.

## História
Em 1889, o fama Tiebá Traoré (r. 1866–1893) sitiou Songuela e as vilas de Pessoba, Quintieri, Faracala, Zangorola e Zandiela enviaram tropas para resgatá-la; Pessoba sofreu muitas baixas. No início de 1898, as vilas próximas de Pessoba se uniram para impedir que tropas de Babemba Traoré (r. 1893–1898) atacassem Miena.